# Serralada del Curicuriari
La serralada del Curicuriari és un petit grup de muntanyes situades al terme municipal de São Gabriel da Cachoeira, a l'estat brasiler de l'Amazones. El pic més alt fa 1.175 m. Es troba a uns 10 km al sud de la desembocadura del riu Curicuriari —tributari del Negro, en la conca amazònica—, del què pren el nom, i a poc més de 30 km al sud-est de la seu municipal. La regió, que pertany al curs mitjà del riu Negro, és part de la formació de l'escut guaianès i té diferents tipus de boscos, campinarana i terres baixes (50–100 m), submuntanyes (100–500 m), muntanyes (500–1000 m) i muntanyes superiors (1.000–1.400 m). Diverses espècies de criptògames només es troben en la serralada de Curicuriari.
Els habitants de la regió la coneixen també amb el nom de serralada de la Bella Dorment (serra da Bela Adormecida), per l'aparença —des de la perspectiva de São Gabriel— d'un cos femení estés cap per amunt. Un petit peix endèmic del riu Curicuriari, el Moenkhausia bellasomniosa, va ser batejat així per aquest fet.
L'any 1979 s'hi va dur a terme el primer estudi de camp briològic en una muntanya brasilera. Entre les hepàtiques (Marchantiophyta) més trobades, va destacar la família Lejeuneaceae, amb 104 espècies diferents; i entre les molses, van resultar nombroses les espècies de Calymperaceae i Pilotrichaceae (30 en total). Durant aquesta expedició, es van registrar 7 espècies endèmiques de l'Amazònia: Allorgella schnellii, Cheilolejeunea neblinensis, Diplasiolejeunea glaziovii, Drepanolejeunea palmifolia, Prionolejeunea recurvula, Sphagnum amazonicum i Sphagnum curicuriariense. Els 234 briòfits trobats a la serralada del Curicuriari representen un 15% de la diversitat total d'aquestes plantes al Brasil.

L'any 2024, va ser declarada Patrimoni Cultural de Natura Material per l'Assemblea Legislativa de l'Estat de l'Amazones. El paratge ha sigut escenari d'una novel·la, Fronteiras do destino (Pedro Fernandes Neto, 2014); i d'una pel·lícula d'animació en 3D, Órfãos por um ano (Cleinaldo Marinho, 2022).